# Tòa tháp chọc trời
Tòa tháp chọc trời là phim hành động Mỹ năm 2018 do Rawson Marshall Thurber sáng tác và đạo diễn với Dwayne Johnson, Neve Campbell, Kinh Hán, Roland Møller, Noah Taylor, Byron Mann, Pablo Schreiber, và Hannah Quinlivan. Câu chuyện kể về một cựu điệp viên CDB/FBI người phải giải cứu gia đình của mình từ một tòa nhà chọc trời mới xây dựng - tòa nhà cao nhất thế giới - sau khi nó bị bọn khủng bố chiếm giữ và đốt cháy. Là người hài kịch đầu tiên trong sự nghiệp của Thurber, nó cũng đánh dấu sự hợp tác thứ hai của ông với Johnson sau Điệp viên không hoàn hảo (2016).
Việc quay phim bắt đầu vào tháng 9 năm 2017 tại Vancouver, British Columbia, Canada. Nó được phát hành tại Hoa Kỳ bởi Universal Pictures vào ngày 13 tháng 7 năm 2018, ở dạng 2D và 3D. Bộ phim nhận được những đánh giá trái chiều từ các nhà phê bình, những người ca ngợi vai diễn của Johnson nhưng chỉ trích kịch bản được dùng quá nhiều lần vì quá giống với Die Hard và Đám cháy lớn.

## Nội dung
Trong một nhiệm vụ giải cứu con tin, mật vụ Will Sawyer của tổ chức FBI bị mất một bên chân và buộc phải giải nghệ. Với kinh nghiệm nhiều năm và sự giúp đỡ của một người bạn, Will Sawyer nay trở thành tư vấn an ninh cho The Pearl, tòa tháp chọc trời với kiến trúc kiên cố nằm sừng sững giữa Hong Kong. Cả gia đình Sawyer cũng được mời tới sống thử tại đây, như những cư dân thực thụ đầu tiên của "tháp ngọc".
Tuy nhiên, tai ương bỗng ập đến khi The Pearl trở thành mục tiêu tấn công của một nhóm khủng bố. Lợi dụng kết cấu "nội bất xuất, ngoại bất nhập", chúng cô lập toàn bộ tòa tháp, biến người bên trong thành con tin.

## Diễn viên
- Dwayne Johnson vai Will Sawyer
- Chin Han vai Zhao Long Ji
- Roland Møller vai Kores Botha
- Noah Taylor vai Ông Pierce
- Byron Mann vai Thanh tra Wu
- Pablo Schreiber vai Ben Gillespie
- Hannah Quinlivan vai Xia
- Matt O'Leary vai Hacker gầy
- McKenna Roberts vai Georgia Sawyer
- Noah Cottrell vai Henry Sawyer
- Kevin Rankin vai Ray
- Adrian Holmes vai Ajani Okeke
- Tzi Ma vai Trưởng đội Cứu hỏa Shen
- Venus Terzo vai Con tin